# Université d'Indonésie

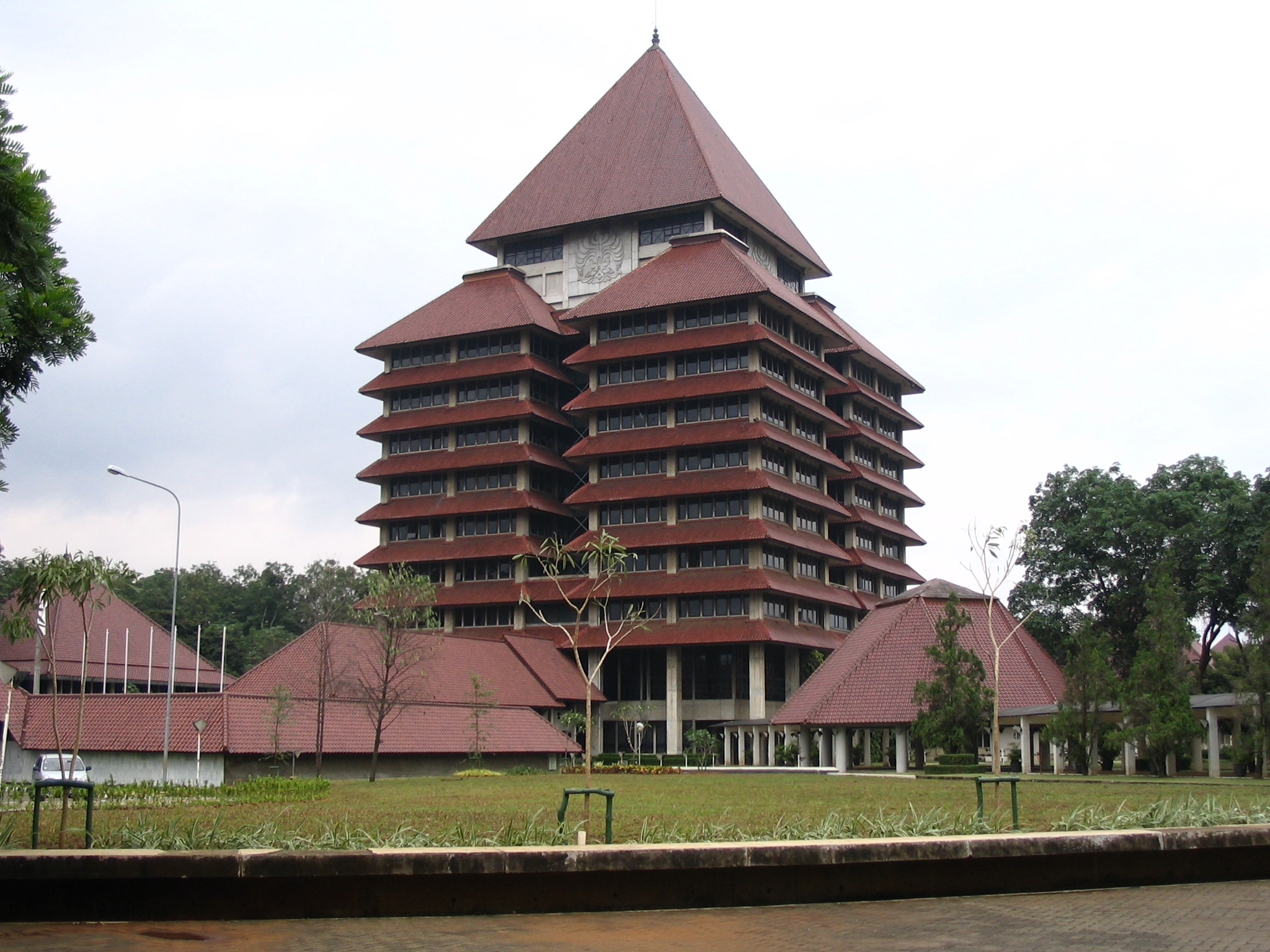
Le bâtiment du rectorat de Université d'Indonésie à Depok

L'université d'Indonésie (en indonésien : Universitas Indonesia ou UI) est un établissement d'enseignement supérieur indonésien. Il s'agit de l'université d'État de Jakarta, la capitale du pays. C'est une université multi-disciplinaire. Elle est la plus ancienne école d'Indonésie et l'une des universités les plus prestigieuses de l'Indonésie conjointement avec l'Institut technologique de Bandung (ITB) et l'Université Gadjah Mada (UGM)

## Histoire
UI fut fondée en 1849 par le gouvernement des Indes orientales néerlandaises qui contrôlaient l'Asie du Sud-Est jusqu'à la Seconde Guerre mondiale. Elle a été créée dans le but de former des assistants médicaux. 

## Facultés
Aujourd'hui, UI compte 14 facultés différentes : 
| Faculté                                            | Indonésien                                    | Abréviation | Fondation | Couleur        |
| -------------------------------------------------- | --------------------------------------------- | ----------- | --------- | -------------- |
| Faculté de Droit                                   | Fakultas Hukum                                | FH UI       | 1924      | Rouge          |
| Faculté des Sciences Humaines                      | Fakultas Ilmu Pengetahuan Budaya              | FIB UI      | 1940      | Blanc          |
| Faculté de médecine                                | Fakultas Kedokteran                           | FK UI       | 1950      | Vert           |
| Faculté d'économie et de commerce                  | Fakultas Ekonomi dan Bisnis                   | FEB UI      | 1950      | Gris           |
| Faculté de psychologie                             | Fakultas Psikologi                            | FPsi UI     | 1960      | Cyan           |
| Faculté d'odontologie                              | Fakultas Kedokteran Gigi                      | FKG UI      | 1960      | Vert & Blanc   |
| Faculté de mathématiques et de sciences naturelles | Fakultas Matematika dan Ilmu Pengetahuan Alam | FMIPA UI    | 1960      | Bleu & noir    |
| Faculté d'ingénierie                               | Fakultas Teknik                               | FT UI       | 1964      | Bleu           |
| Faculté de santé publique                          | Fakultas Kesehatan Masyarakat                 | FKM UI      | 1965      | Violet         |
| Faculté des sciences sociales et politiques        | Fakultas Ilmu Sosial dan Ilmu Politik         | FISIP UI    | 1968      | Orange         |
| Faculté d'infirmerie                               | Fakultas Ilmu Keperawatan                     | FIK UI      | 1985      | Bleu & cyan    |
| Faculté d'informatique                             | Fakultas Ilmu Komputer                        | FASILKOM UI | 1993      | Bleu & rouge   |
| Faculté de Pharmacologie                           | Fakultas Farmasi                              | FF UI       | 2011      | Vert & bleu    |
| Faculté des sciences administratives               | Fakultas Ilmu Administrasi                    | FIA UI      | 2015      | Violet & rouge |

## Anciens étudiants célèbres
- Najwa Shihab, journaliste et animatrice indonésienne.
- Lala Karmela, chanteuse indonésienne.